# Wiazgińskie osiedle wiejskie
Wiazgińskie osiedle wiejskie (ros. Вязгинское сельское поселение) – rosyjska jednostka administracyjna (osiedle wiejskie) wchodząca w skład rejonu smoleńskiego w оbwodzie smoleńskim.
Centrum administracyjnym osiedla wiejskiego jest wieś (ros. деревня, trb. dieriewnia) Wiazgino.

## Geografia
Powierzchnia osiedla wiejskiego wynosi 225,14 km², a główną rzeką jest Żeriespieja.

## Historia
Osiedle powstało na mocy uchwały obwodu smoleńskiego z 28 grudnia 2004 r. (z późniejszymi zmianami w uchwale z dnia 29 kwietnia 2006 roku).

## Demografia
W 2010 roku osiedle wiejskie zamieszkiwało 997 mieszkańców.

## Miejscowości
W skład jednostki administracyjnej wchodzi 19 miejscowości (wyłącznie wsie w typie dieriewni): Apolje, Chołkowiczi, Czernieja, Diegtiari, Doniec, Dubrowka, Gor-Apolje, Gorbuny, Kadiszczi, Kupieliszcze, Michałkowo, Pieriejezd, Samolubowo, Simonowka, Sołoszyno, Syr-Lipki, Wiazgino, Wołoty, Żełudy.